# Али Салем аль-Бейд
Али́ Са́лем аль-Бейд (араб. علي سالم البيض‎; род. 10 февраля 1939, Хадрамаут, Протекторат Аден) — южнойеменский политический и государственный деятель.

## Биография
С юношеских лет активно участвовал в национально-освободительном движении Южного Йемена, член Национального Фронта освобождения с момента его создания. Учился на военных курсах в Египте при президенте Насере.
После провозглашения независимости в 1967 году — губернатор пятой провинции НДРЙ, министр обороны (в 1967—1969), министр иностранных дел, министр по делам президентства, министр планирования.
С 1975 года — член политбюро ЦК Объединённой политической организации Национальный фронт (ОПОНФ). На I съезде Йеменской социалистической партии (ЙСП) в октябре 1978 избран членом политбюро и секретарём ЦК.
С 1980 года — министр местного самоуправления, однако в январе 1981 года снят с поста и выведен из состава ЦК ЙСП за противодействие сближению с Саудовской Аравией.

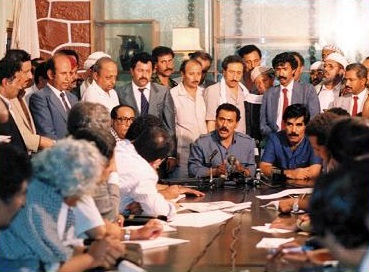
С президентом Северного Йемена Али Абдаллой Салехом (1989)

В ходе январских событий 1986 года был приговорён президентом НДРЙ Али Насером Мухаммедом к смерти, принял активное участие в боях и подавлении попытки переворота.
С 6 февраля 1986 года по 22 мая 1990 года и с 21 мая по 7 июля 1994 года — генеральный секретарь ЦК ЙСП.
С момента объединения Йемена 22 мая 1990 года и до августа 1993 года — вице-президент Йеменской Республики.
После подавления попытки восстановления независимости Южного Йемена эмигрировал в Оман. С 2009 года — один из лидеров Южного движения, противник Аль-Каиды и сепаратистского движения в отдельных регионах Юга.